# Историята на Олга
„Историята на Олга“ е български игрален филм от 2004 година на режисьора Валентин Вълчев, по сценарий на Валентин Вълчев и Георги Богданов. Оператори са Борис Мисирков и Георги Богданов.

## Актьорски състав
Не е налична информация за актьорския състав.